# إكسورة أليفة الألومينوم
إكسورة أليفة الألومينوم (الاسم العلمي:Ixora aluminicola) هي نوع من النباتات تتبع جنس الإكسورة من الفصيلة الفوية.